# 靛蓝色
靛蓝色為光譜中從波長420到440奈米的色彩，一般泛指介於藍色和堇紫色之間的颜色。
有一種方法可以觀察光譜靛，將一般CD片置放於螢光管下即可反射出靛色。
原理是螢光燈因含有水銀可於波長435.833奈米發出亮光，而且CD片可以作為繞射光柵使得光譜靛反射出來。其實也可以從螢光燈光譜中觀察。

## 4種常用靛色
靛色的中文名源自靛藍染料的原料──蓼藍（古稱藍，又稱靛青与靛蓝；學名Polygonum tinctoria）、英文名indigo則是另一種可作成大成藍染料的植物，稱作木藍 （Indigo；學名Indigofera tinctoria）。
- 螢幕靛 （Electric Indigo） ：是一種從電腦螢幕顯示，顏色接近光譜靛 （Spectrum Indigo） 的色彩。色相位於網頁色藍和紫之間。

- 深靛 （Deep Indigo） ：或稱藍紫 （Blue Violet） 是一種比顏料靛亮但比螢幕靛暗的色彩。網頁色為#blueviolet。

- 顏料靛：通常由顏料或色鉛筆調色出來。螢幕靛也可以從顏料中調色，衹需要加些白顏料到靛顏料中調即可。網頁色為#indigo。

- 靛青染料色 （Indigo Dye） 是一種與光譜靛或顏料靛不同的顏色。事實上這是從蓼藍或木藍植物提煉出來的染料。成品染劑的顏色是一種更暗的顏色，接近網頁色──午夜藍 （Midnight Blue）。

以上四種均為靛色，在使用時須指明是哪一種。因為這四色是完全不同的靛色。

### 螢幕靛
光譜中的靛色接近螢幕靛 （Electric Indigo） 。右側的色樣是直接對應國際照明委員會色譜 （CIE chromaticity diagram） 中波長430奈米位置的色彩而來。比之後所提的顏料靛要來得明亮許多。在下方的顏色對照表中可以發現光譜靛色恰好位於光譜藍色及紫色之間。這裡的螢幕靛接近於電腦螢幕上的光譜靛。但實際上卻無法由電腦螢幕上正確顯示光譜靛，因為光譜靛是在國際照明委員會色譜的顯示色域之外，所以螢幕靛只是一個接近光譜靛的近似色。
在迷幻的1960年代，曾以一些螢光洋紅顏料及大量的螢光藍顏料混合出接近螢幕靛的色彩。
靛色既非加色原色也不是減色原色。這個色彩的英文名indigo是牛頓在區分光學頻譜時所命名並加以定義。他將光譜區分為七彩使得色彩數能與西方音階中的七音符相符。因為他相信聲音和亮光自然相似，同時也能對應到他當時所知的七行星、一週七日（七政）及其他有七個項目的要件。
人類的眼睛天生對靛色光頻比較不敏感，能明辨其他色彩系的人往往不能將靛色由藍色和紫色中區分出來。包括以薩克‧艾西莫夫 （Isaac Asimov） 在內的評論者曾建議靛色不應看作單獨的色彩，而應屬於藍色系色或紫色系色。
其他人則持續接受靛色為光譜中的主要色彩再加上紅、橙、黃、綠、藍、紫。從下方的藍靛紫對照表來看，任何有正常色彩視覺者均能輕易區別這3種色彩。
在所有的純色中，靛色被色彩學者視為色環中最暗者，而黃色則最亮。

### 深靛色
右側顯示的深靛色（Deep Indigo）是一種亮度在螢幕靛和顏料靛之間的靛色，等同於網頁定義色——藍紫色（Blue Violet）。

### 顏料靛（網頁定義靛色）
顯示在右方的網頁靛色就是顏料靛（Pigment Indigo）。相對於螢幕靛，畫家在畫作上所使用的靛顏料就沒有那麼明亮而顯得暗淡些。
衹要混合約55%的水青色（Cyan）及約45%的洋紅色（Magenta）兩種顏料即可調出顏料靛。
比較加色及減色兩種不同的色彩三原色圖可以區分螢幕靛及顏料靛。前者是從電腦螢幕每一個像素中不同比例的光以加色方式顯示，後者則是運用顏料混合以減色方式調出。加色產生的螢幕靛之所以比較明亮是由於其為光所產生的而不是顏料。
1950年代，常使用的靛色為以顏料、油漆或色鉛筆調出來的顏料靛。但在1970年代，由於迷幻藝術的發展，藝術創作者變成習慣使用明亮顏料，如明靛 （Bright Indigo；Bright Blue-violet），這時所用的靛色相當前面所提的螢幕靛，而且也有相對應的作畫顏料及色鉛筆可以直接使用。

### 靛青染料色

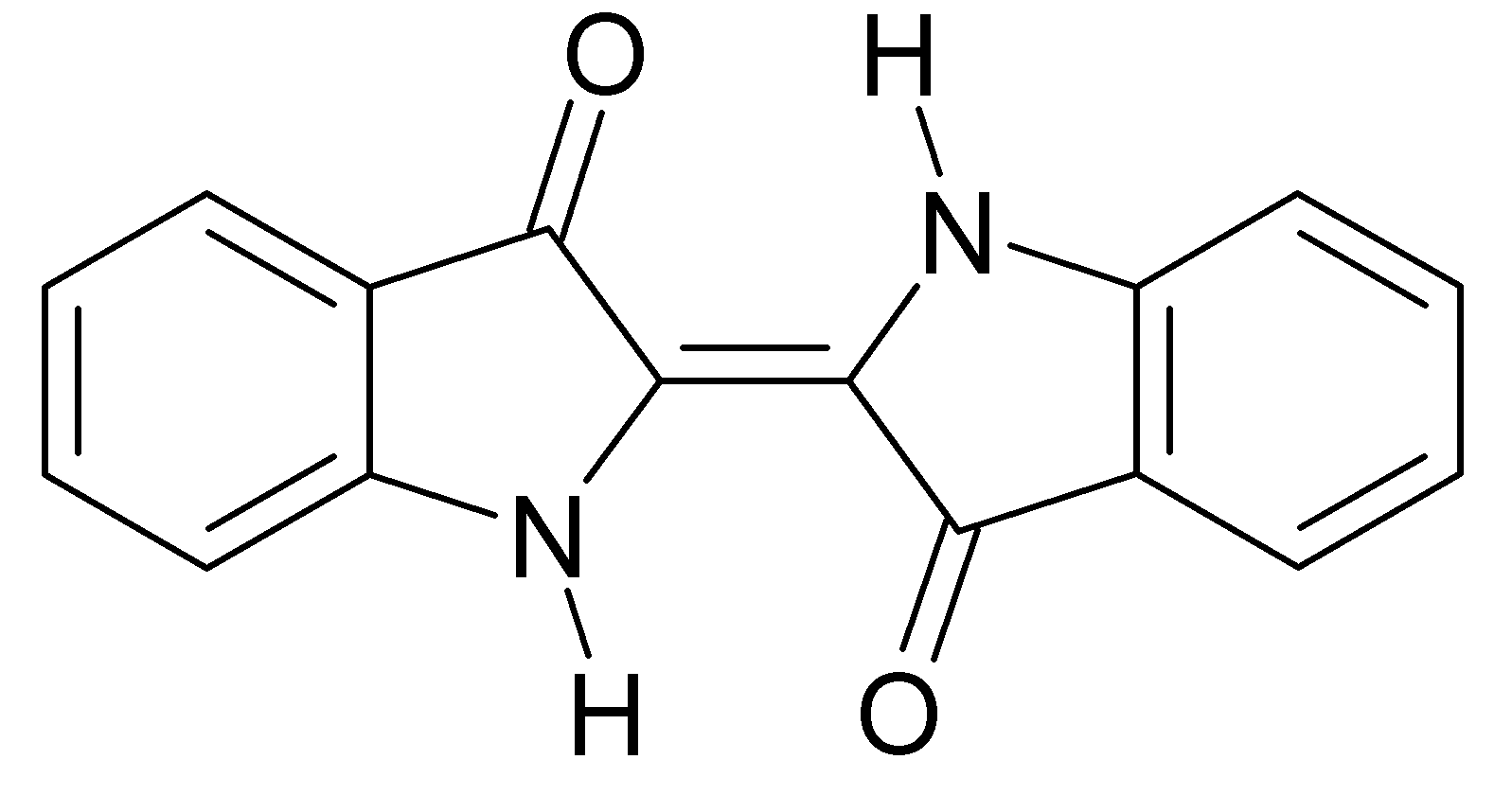
靛青染料的化學結構式

右側顯示的是靛青染料色 （Indigo Dye）。人類很早就開始使用靛青染料，從中國古諺「青出於藍而勝於藍」出自於西元前300年東周荀子的著作，可見靛青染色技術至少已使用了2300年。這個技術是將蓼屬植物的葉或莖拿來作染料使用，但是其作為靛青染料的原料其實是相當淺的藍色，經由不同的提煉技術變化出多樣染法。以日本為例，從飛鳥時代就已經將靛青染料用在衣服之上，隨著時代演進而變化出淺藍、淡藍、靛青、藏青等多種顏色。現今的靛青染劑實際上比較接近於網頁色——午夜藍 （Midnight Blue）。

## 色彩對照
註：在國際照明委員會色譜（CIE chromaticity diagram）規範下，電腦螢幕顯示色域衹能接近自然光譜色彩。

### 藍靛紫對照
| 顏色 | 名稱   | 英語            | 網頁碼  | R   | G | B   | C   | M   | Y | K | H   | S   | V   |
| ---- | ------ | --------------- | ------- | --- | - | --- | --- | --- | - | - | --- | --- | --- |
|      | 藍     | Blue            | #0000FF | 0   | 0 | 255 | 100 | 100 | 0 | 0 | 240 | 100 | 100 |
|      | 螢幕靛 | Electric Indigo | #6600FF | 102 | 0 | 255 | 60  | 100 | 0 | 0 | 264 | 100 | 100 |
|      | 螢幕紫 | Electric Violet | #8B00FF | 139 | 0 | 255 | 45  | 100 | 0 | 0 | 273 | 100 | 100 |

### 靛色系對照
| 顏色 | 名稱       | 英語                                         | 網頁碼  | R   | G   | B   | C   | M   | Y | K  | H   | S   | V   |
| ---- | ---------- | -------------------------------------------- | ------- | --- | --- | --- | --- | --- | - | -- | --- | --- | --- |
|      | 灰靛       | Lavendula （Vietnamese Lavender; Pale Indigo | #E6E6FA | 230 | 230 | 250 | 8   | 8   | 0 | 2  | 240 | 8   | 98  |
|      | 菘靛       | Periwinkle （Lavender Blue; Pastel Indigo）  | #CCCCFF | 204 | 204 | 255 | 20  | 20  | 0 | 0  | 240 | 20  | 100 |
|      | 亮靛       | Light Indigo                                 | #B198FF | 177 | 152 | 255 | 31  | 40  | 0 | 0  | 255 | 40  | 100 |
|      | 輝靛       | Brilliant Indigo                             | #9877FF | 152 | 119 | 255 | 40  | 53  | 0 | 0  | 255 | 53  | 100 |
|      | 鋼青       | Steel Blue                                   | #4682B4 | 70  | 130 | 180 | 61  | 28  | 0 | 29 | 207 | 61  | 71  |
|      | 靛青染料色 | Indigo Dye                                   | #1A5798 | 26  | 87  | 152 | 83  | 43  | 0 | 40 | 211 | 83  | 60  |
|      | 明靛       | Bright Indigo （Crayola Indigo）             | #4F69C6 | 79  | 105 | 198 | 60  | 47  | 0 | 22 | 227 | 60  | 78  |
|      | 螢幕靛     | Indigo （Electric Indigo）                   | #6600FF | 102 | 0   | 255 | 60  | 100 | 0 | 0  | 264 | 100 | 100 |
|      | 深靛       | Deep Indigo （web color Blue-violet）        | #8A2BE2 | 138 | 43  | 226 | 39  | 81  | 0 | 11 | 271 | 81  | 89  |
|      | 顏料靛     | Pigment Indigo （web color Indigo）          | #4B0082 | 75  | 0   | 130 | 42  | 100 | 0 | 49 | 275 | 100 | 51  |
|      | 波斯靛     | Persian Indigo                               | #32127A | 50  | 18  | 122 | 59  | 85  | 0 | 52 | 258 | 85  | 48  |
|      | 午夜藍     | Midnight Blue                                | #003366 | 0   | 51  | 102 | 100 | 50  | 0 | 60 | 210 | 100 | 40  |
|      | 普魯士藍   | Prussian Blue （Berlin Blue）                | #003153 | 0   | 49  | 83  | 100 | 41  | 0 | 67 | 205 | 100 | 33  |
|      | 暗靛       | Dark Indigo                                  | #310062 | 49  | 0   | 98  | 50  | 100 | 0 | 62 | 270 | 100 | 38  |

## 文化中的靛色
象徵
- 靛色是創意、直覺力、睿智的象徵。
- 七彩中最暗的顏色，但卻內含了紅色，看起來沈靜卻隱藏活力，具有複雜不可思議的涵意。

心理
- 從靛色可以感受到聰明、智慧、理性、創造、賢明、意志與信念。
- 喜歡靛色的人可以很坦率的進行思考。對許多事物敏感且想像力豐富。具有良好的平衡及整合能力。
- 討厭者則容易思想障礙而變得頑固。

成語
- 古代華夏文化稱蓼藍草為藍，可以用作染料，而從其中所提煉出來的靛青染料則稱為青，顏色比蓼藍草本身還深。周朝戰國時期荀子在《勸學》有言：「青，取之於藍，而胜於藍」，而北齊劉晝在《崇學》中亦寫道：「青出於藍而青於藍，染使然也」均是用來比喻學生勝過老師，後人勝過前人。此即「青出於藍」（The students surpass the teacher）這句中文成語的由來。

飲食
- 大多種類的茄子皮是顏料靛色。
- 所謂的紫蘿蔔及紫番茄其實也是顏料靛色。

產科
- 古代馬雅文化將靛色視為對懷孕婦女和胎兒有保平安作用的顏色。因此，馬雅孕婦經常裝著靛色衣服保護自己和胎兒以避免危險及祈求順產。

東方哲學
- 印度哲學中的脈輪指身體中有七個能量中心掌管身心運作並有不同的影響，分別對應光譜中的7種色彩。對應靛色的第六脈輪位於眉間，稱作三眼輪，代表身體的部位為小腦、眼、鼻、耳及腦下垂體，其意義則為洞察力、創意、透視及直覺。

通靈
- 靈媒宣稱可以透過他們的第三眼觀察靈氣，在靈氣中靛色總與強烈的靈性和直覺有關。
- 由美國超自然心理學家發現一群三眼輪有著突出靛色靈氣的孩子而命名靛童 （Indigo Children）。這群孩童天資聰穎且重視自尊，但卻不容易接受世故習俗與社會規範而產生抵抗現象。因此，很容易去破壞舊有體制，並擔負起新變革。

科技
- 蘋果電腦iMac G3有十三種色彩系，其中一種是靛色。

## 參看
- 颜色列表
- 彩虹